# Études juridiques critiques

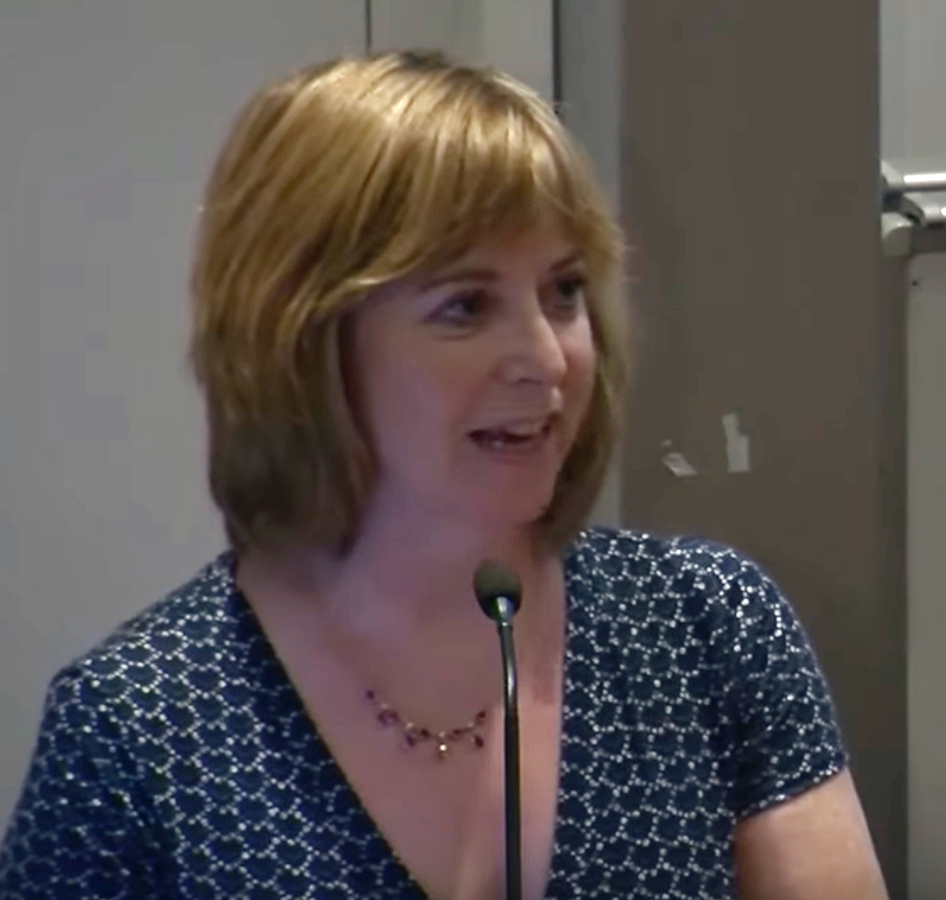
Joanne Conaghan, une théoricienne féministe du droit, lors d'un séminaire sur les études juridiques critiques en 2014.

Les études juridiques critiques (CLS) sont une école de théorie critique d'abord apparue sous la forme d'un mouvement aux États-Unis dans les années 1970. 
Les partisans des études juridiques critiques affirment que les lois sont utilisées pour maintenir le statu quo des structures de pouvoir de la société ; ils défendent également l'idée que la loi est une forme codifiée des préjugés de la société contre les groupes marginalisés. Malgré une grande variété d'opinions chez les juristes critiques à travers le monde, il existe un consensus général concernant les objectifs clés des études juridiques critiques : 
- démontrer l'ambiguïté et les résultats biaisés possibles de doctrines juridiques qui sont supposées impartiales et rigides,
- faire connaître les résultats historiques, sociaux, économiques et psychologiques des décisions juridiques,
- démystifier l'analyse juridique et la culture juridique afin d'imposer la transparence au sein des processus juridiques afin qu'ils obtiennent un soutien général parmi les citoyens socialement responsables.

## Influence
Considéré comme "le premier mouvement de théorie juridique et d'érudition juridique aux États-Unis à avoir adopté une position et une perspective politiques de gauche engagées", les études juridiques critiques se sont engagées à façonner la société sur la base d'une vision de la personnalité humaine dépourvue d'intérêts cachés et la domination de classe qui, selon les chercheurs du CLS, sont à l'origine des institutions juridiques libérales en Occident. Selon les chercheurs Duncan Kennedy et Karl Klare, les études juridiques critiques étaient "intéressées par la relation entre les études et la pratique du droit, et la lutte pour créer une société plus humaine, égalitaire et démocratique". Pendant sa période d'influence maximale, le mouvement des études juridiques critiques a provoqué une controverse considérable au sein du milieu académique du droit. Des membres tels que Roberto Mangabeira Unger ont cherché à reconstruire ces institutions en tant qu'expression de la coexistence humaine, et non pas seulement en tant que trêve provisoire dans une lutte brutale. Ils ont été considérés comme les voix les plus puissantes et la seule voie à suivre pour le mouvement,. Unger et d'autres membres du mouvement continuent d'essayer de le développer dans de nouvelles directions, par exemple pour faire de l'analyse juridique la base du développement d'alternatives institutionnelles,,. 
En anglais, les abréviations "CLS" et "Crit " sont parfois utilisées pour désigner le mouvement et ses adhérents.  